# Bruzdkowanie

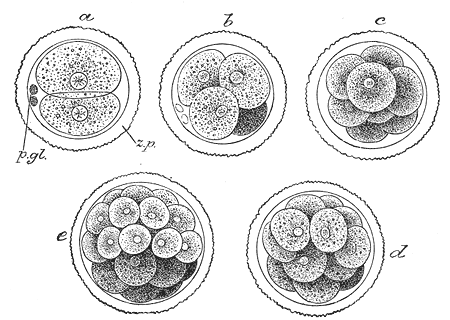
Bruzdkujący zarodek ssaka. a – stadium 2-komórkowe, b – stadium 4-komórkowe, c – stadium 8-komórkowe, d,e – morula

Bruzdkowanie (ang. cleavage), segmentacja – pierwszy etap rozwoju zarodkowego zwierząt tkankowych; seria mitotycznych podziałów zapłodnionej (lub rozwijającej się partenogenetycznie) komórki jajowej na coraz mniejsze komórki — blastomery; w wyniku bruzdkowania powstaje morula, a następnie blastula. W czasie bruzdkowania ani masa, ani objętość, ani zasadniczy kształt zarodka nie ulegają zmianie. Przebieg bruzdkowania jest charakterystyczny i stały dla danej grupy zwierząt. Termin bruzdkowanie, wprowadzony 1824 przez J.L. Prévosta i J.B.A. Dumasa, pochodzi od bruzd widocznych na powierzchni dzielącego się zarodka.
Typ bruzdkowania oraz budowa blastuli zależy od ilości i rozmieszczenia żółtka w jaju:
- bruzdkowanie holoblastyczne (całkowite) – w jajach o małej i średniej ilości żółtka; podziałom ulega cała komórka:
  - bruzdkowanie holoblastyczne równomierne – jaja z małą ilością żółtka (alecytalne i oligolecytalne); dzielą się w całości na jednakowe blastomery. Występuje u jeżowców, osłonic, lancetnika, ssaków łożyskowych.
  - bruzdkowanie holoblastyczne nierównomierne – jaja o średniej ilości żółtka (mezolecytalne), nagromadzonego w półkuli wegetatywnej (telolecytalne); dzielą się na większe komórki (makromery) i mniejsze komórki (mikromery). Mikromery, w przeciwieństwie do makromerów, nie zawierają prawie w ogóle żółtka, więc dzielą się szybciej. Tak dzielą się zygoty płazów i ryb dwudysznych[potrzebny przypis].
- bruzdkowanie częściowe – w jajach o dużej ilości żółtka (polilecytalnych); podziałom podlegają jądra komórkowe wraz z cytoplazmą nie zawierającą żółtka:
  - bruzdkowanie częściowe powierzchniowe – przy dużej ilości żółtka zgrupowanego w środku jaja (jajo centrolecytalne); dzieli się tylko cytoplazma na powierzchni jaja; występuje u wielu stawonogów.
  - bruzdkowanie częściowe tarczkowe – w jajach telolecytalnych; podziałowi ulega tylko tarczka cytoplazmy na biegunie nie zawierającym żółtka; występuje u ptaków, ryb kostnoszkieletowych, stekowców.

## Bruzdkowanienicienina przykładzieCaenorhabditis elegans
U Caenorhabditis elegans zachodzi bruzdkowanie całkowite i nierównomierne. Jest ono bardzo szybkie, pierwsze podziały zygoty następują co 15-20 minut. Typ bruzdkowania nicieni nazywa się bruzdkowaniem mozaikowym, co oznacza, że wzór podziałów zarodka, które prowadzą do powstania komórek somatycznych (u C.elegans jest ich dokładnie 959) jest niezmienny. Przez porównanie rozwoju różnych osobników można stwierdzić, że dokładnie te same komórki dorosłego nicienia wywodzą się z tych samych blastomerów zarodka.
Podczas pierwszego podziału zygoty powstaje większy blastomer oznaczany literami AB oraz mniejszy – P1. W czasie drugiego podziału blastomer AB dzieli się na blastomery ABa i ABp, które są tej samej wielkości, a blastomer P1 dzieli się nierównomiernie na większą komórkę EMS i mniejszą P2. Ostatecznie, w wyniku dalszych podziałów powstają komórki ABa, ABp, MS, E, C i D, z których powstaną wszystkie tkanki i narządy nicienia. W czasie ostatniego nierównomiernego podziału tworzy się również blastomer P4, z którego rozwijają się komórki rozrodcze.
Przebieg bruzdkowania regulowany jest przez białka kodowane przez geny należące do grupy par (ang. partition defective). Linia płciowa determinowana jest przez ziarna P, czyli kompleksy rybonukleoproteinowe zawierające czynniki, które prawdopodobnie regulują translację różnych typów mRNA, które nagromadziły się podczas oogenezy w komórce jajowej. W zarodku 1-komórkowym ziarna P rozmieszczone są równomiernie, ale następnie przemieszczają się do tylnej części komórki i po pierwszym podziale bruzdkowania mieszczą się tylko w blastomerze P1. Następnie przemieszczają się na tylną część blastomeru P1 i po następnym podziale znajdują się tylko w blastomerze P2. Po kolejnych podziałach ziarna P mieszczą się w blastomerze P4.

## Bruzdkowanieowadówna przykładzieDrosophila melanogaster
Bruzdkowanie zarodków owadów jest częściowe i powierzchniowe. Pierwszy podział mitotyczny rozpoczyna się, kiedy przedjądrze żeńskie, powstałe z chromatyny żeńskiej oraz przedjądrze męskie, które powstało z chromatyny męskiej, znajdą się w centrum komórki jajowej. Pod koniec podziału następuje wymieszanie chromatyny męskiej i żeńskiej i w rezultacie powstają dwa diploidalne jądra, zwane energidami. Po pierwszej mitozie następuje 13 synchronicznych, szybkich podziałów (u muszki owocowej co 8 minut). Podczas tych podziałów nie występują cytokinezy, więc w ich wyniku powstaje wiele jąder znajdujących się w niepodzielonej komórce jajowej (syncytium). Po 8 podziale syncytium migruje do powierzchniowej warstwy cytoplazmy – peryplazmy, a w środku komórki zostaje niepodzielone żółtko. W wyniku przemieszczania się jąder do peryplazmy tworzy się tzw. blastoderma syncytialna. Jądra, które znajdą się na tylnym biegunie jaja utworzą komórki polarne (u muszki owocowej po 9 podziale), z których w przyszłości rozwiną się komórki linii płciowej. Część jąder, która zostaje w centrum komórki i nie przemieszcza się do jej powierzchni (zwane komórkami żółtkowymi pierwotnymi lub witelofagami pierwotnymi), będzie odgrywać rolę w metabolizowaniu żółtka. Do jąder tych dołączają się później komórki emigrujące spod powierzchni, przekształcające się w tzw. witelofagi wtórne (komórki żółtkowe wtórne). Po 13 podziale zaczyna się otaczanie błonami komórkowymi jąder znajdujących się w blastodermie syncytialnej, w wyniku czego powstanie jednowarstwowa blastoderma komórkowa. Utworzenie tej blastodermy kończy etap synchronicznych podziałów. Komórki znajdujące się na brzusznej stronie blastodermy powiększają się i tworzą prążek zarodkowy, z którego rozwinie się ciało zarodka, a pozostała część blastodermy utworzy błony płodowe.

## Bruzdkowanie jeżowców
Bruzdkowanie jeżowców jest całkowite i promieniste (równomierne). Dwa pierwsze podziały przebiegają południkowo, przez biegun animalny jaja i biegun wegetatywny. Trzeci podział tworzy bruzdę przebiegającą równoleżnikowo (w płaszczyźnie równika lub w jej pobliżu, zależnie od gatunku) i dzieli zarodek na piętro animalne i wegetatywne. Podczas czwartego podziału blastomery piętra animalnego dzielą się południkowo na 8 blastomerów położonych na jednym piętrze, a blastomery piętra wegetatywnego – równoleżnikowo na 4 duże komórki na górnym piętrze i 4 małe na dolnym piętrze – przy biegunie wegetatywnym. 8 blastomerów leżących przy biegunie animalnym nosi nazwę mezomerów, ponieważ są średniej wielkości; 4 duże blastomery znajdujące się w środku to makromery, a 4 małe, leżące przy biegunie wegetatywnym to mikromery. Podczas następnych podziałów powiększa się liczba pięter mezomerów i makromerów, a mikromery dzielą się na dwa piętra – wyższe piętro większych mikromerów i niższe piętro mniejszych mikromerów. W dalszym rozwoju z mezomerów i części materiału z górnego piętra makromerów powstanie ektoderma, a z pozostałej części makromerów – endoderma i mezoderma. "Duże" mikromery przekształcą się w szkielet larwy, a "małe" mikromery w wyściółkę wtórnej jamy ciała. Mikromery są blastomerami, które indukują rozwój pozostałych elementów zarodka. Jeśli wyizoluje się je z zarodka i połączy z fragmentami zarodka, z którymi w normalnych warunkach nie są połączone, zaindukują rozwój struktur, których dany fragment normalnie nie tworzy. Za proces specyfikacji i determinacji mikromerów, a następnie za indukowanie przez nie innych komórek zarodka odpowiada białko β-katenina.
Podczas dalszego bruzdkowania tworzy się blastula, mająca jednowarstwową ściankę i dużą jamę – blastocel. Po wewnętrznej stronie blastuli komórki tworzą błonę podstawną, a na jej zewnętrznej powierzchni wyrastają rzęski. Następnie blastula wykluwa się z błony zapłodnienia do wody i zmienia swój kształt – komórki na stronie wegetatywnej stają się wyższe i strona ta ulega spłaszczeniu.

## Bruzdkowanie ryb

### Bruzdkowanieryb kostnoszkieletowych(doskonałokostnych,Teleostei) na przykładziedanio pręgowanego
Jaja Teleostei bruzdkują częściowo, tarczowo. Podziałom podlega jedynie tzw. wysepka cytoplazmatyczna, która powstaje po zapłodnieniu wskutek przepłynięcia większości cytoplazmy na biegun animalny. Początkowo podziały są synchroniczne. Pierwsze podziały przebiegają południkowo, w osi animalno-wegetatywnej. W ich wyniku na biegunie animalnym tworzy się tarczka zarodkowa, początkowo jednowarstwowa. Następnie tworzą się nie tylko południkowe, ale też równoleżnikowe bruzdy podziałowe, niektóre przebiegające stycznie do powierzchni tarczki zarodkowej. Tarczka staje się kilkuwarstwowa i powstaje blastula bez jamki, mająca postać czapy komórek leżącej na kuli żółtka (komórce żółtkowej). W stadium blastuli wyróżnia się trzy grupy komórek: zewnętrzną warstwę pełniącą funkcje ochronne – perydermę, leżące pod nią komórki głębokie oraz otwarte od strony żółtka komórki obwodowe tarczki. Ciało zarodka powstanie tylko z komórek głębokich. Następne podziały nie są synchroniczne, a metasynchroniczne, co znaczy, że są jednoczesne w określonym rejonie tarczki. W stadium średnio zaawansowanej blastuli (u danio pręgowanego w 10. cyklu komórkowym, kiedy zarodek zbudowany jest z 512 komórek) następuje aktywacja genomu zarodkowego i podziały stają się asynchroniczne. Komórka żółtkowa przekształca się w syncytium, którego jądra układają się pod tarczką zarodkową i tworzą peryblast. Pod koniec stadium blastuli zachodzi epibolia, tzn. obrastanie kuli żółtka rozrastającą się tarczką zarodkową. Jej ruch wywoływany jest przez peryblast, który rozprzestrzeniając się w kierunku bieguna wegetatywnego, pociąga za sobą zespoloną z nim tarczkę. Podczas epibolii tarczka redukuje się do jedynie kilku pięter komórek i przekształca w blastodermę. Gdy 50% kuli żółtka (u danio pręgowanego; u innych gatunków inna część) zostanie obrośnięte przez blastodermę, rozpoczyna się gastrulacja.

### Bruzdkowanie rybkostołuskich(Chondrostei)
Jaja Chondrostei bruzdkują całkowicie i w przeciwieństwie do Teleostei, ich blastula ma jamkę. Bruzdkowanie ryb kostołuskich, jak i cały ich rozwój, jest bardzo podobne do rozwoju płazów.

## Bruzdkowanie płazów na przykładzieżabXenopus laevisiRana pipiens
Bruzdkowanie zarodków żab jest całkowite i nierównomierne. Rozpoczyna się około 1,5 do 3,5 godziny po zapłodnieniu. Pierwsze dwie bruzdy podziałowe powstają południkowo, a trzecia równoleżnikowo. Trzecia bruzda jest przesunięta w stronę bieguna animalnego, więc powstające blastomery są niejednakowej wielkości – przy biegunie animalnym znajdują się 4 mniejsze blastomery (mikromery), a przy wegetatywnym 4 większe (makromery). Mikromery dzielą się szybciej niż makromery. Po 7 podziale zarodek ma już 128 komórek, wewnątrz wyraźną jamkę (blastocel) i nazywa się blastulą. Początkowo podziały są synchroniczne, ale od 12 podziału stają się asynchroniczne. Okres ten nazywa się zmianą w stadium średniej blastuli (MBT, ang. midblastula transition) i oprócz pojawienia się asynchronicznych podziałów, charakteryzuje się również pojawieniem się fazy G1 w cyklu komórkowym oraz rozpoczęciem transkrypcji genów zarodkowych. Po około 25-26 godzinach od zapłodnienia zarodek składa się już z kilkunastu tysięcy blastomerów i zwie się późną blastulą. W tym momencie rozpoczyna się gastrulacja.
Szybkość bruzdkowania jest zależna od gatunku i temperatury. U Rana pipiens pierwsze podziały zachodzą co godzinę, a u Xenopus co pół godziny. Stadium średniej blastuli powstaje u Rana pipiens po około 15-16 godzinach od zapłodnienia w temperaturze 18 °C. Wyższa temperatura zwiększa szybkość podziałów. Stadium 8 komórek jest u tej żaby osiągane po 5,5 godzinach w temperaturze 18 °C, ale w 25 °C po 4,5 godzinach.

## Bruzdkowanie ptaków na przykładziekury domowej
Bruzdkowanie ptaków jest częściowe i tarczowe. Trwa 24 godziny i zachodzi w jajowodzie (pierwsze 3,4 podziały) oraz w macicy (dalsze podziały). Bruzdkowaniu podlega tylko blastodysk, który zawiera jądro zygoty. Pierwsze podziały przebiegają prostopadle do powierzchni tarczki zarodkowej i cytoplazma powstających blastomerów kontaktuje się z żółtkiem (blastomery otwarte). Następne podziały są równoległe do powierzchni tarczki i powstają blastomery zamknięte. Po zakończeniu bruzdkowania między tarczką zarodkową a żółtkiem tworzy się wypełniona płynem jama podzarodkowa. Powstaje ona przez podniesienie się centralnej części tarczki; część obwodowa przylega do żółtka. Ciało zarodka utworzy się z centralnej części tarczki, zwanej polem jasnym. Część ta dostarczy także materiału na błony płodowe. Część obwodowa zwana jest polem ciemnym i wejdzie w skład pęcherzyka żółtkowego oraz częściowo w skład kosmówki. Po zróżnicowaniu tarczki zarodkowej (blastodermy) na pole jasne i ciemne zaczyna się pregastrulacja polegająca na wytworzeniu epiblastu (zewnętrzna warstwa) i hipoblastu (wewnętrzna warstwa). Między warstwami powstaje wąska szczelina, która jest odpowiednikiem blastocelu.

## Bruzdkowanie ssaków na przykładziemyszy domowej
Bruzdkowanie zarodków ssaków jest całkowite, równomierne i asynchroniczne. Różni się ono od bruzdkowania innych grup zwierząt czasem trwania – pierwsze dwa podziały u myszy trwają aż po około 17 godzin oraz faktem, że w cyklach komórkowych zarodków ssaków zawsze występują fazy G1 i G2. Oocyty ssaków nie posiadają żółtka.
W rozwoju myszy tylko pierwszy cykl komórkowy zachodzi pod kontrolą informacji matczynej, która została nagromadzona w oocycie podczas oogenezy. W stadium 2-komórkowym aktywowany jest genom zarodkowy i dochodzi do degradacji mRNA zgromadzonego w czasie oogenezy. Do początku stadium 8-komórkowego blastomery mają kształt sferyczny, kontaktują się ze sobą jedynie niewielką powierzchnią i nie są spolaryzowane. Podczas czwartego cyklu komórkowego zachodzi kompakcja, podczas której dochodzi do reorganizacji cytoszkieletu komórek, w wyniku czego zaczynają one ściśle przylegać do siebie, oraz polaryzacja blastomerów. W wyniku tych przemian powstaje zwarty 8-komórkowy zarodek, w którego komórkach można wyróżnić powierzchnię apikalną (szczytową) i powierzchnię lateralno-bazalną (boczną i spodnią). Powierzchnią apikalną blastomery kontaktują się ze środowiskiem zewnętrznym, a lateralno-bazalną przylegają do siebie. W kompakcji bierze udział białko kadheryna E, działająca w kompleksie z β-kateniną oraz białko ezryna.
Czwarty podział jest podziałem różnicującym i powstają w jego wyniku blastomery zewnętrzne i blastomery wewnętrzne. Blastomery zewnętrzne są spolaryzowane i kontaktują się ze środowiskiem, a blastomery wewnętrzne są niespolaryzowane i kontaktują się tylko z innymi blastomerami. Z blastomerów zewnętrznych powstanie trofoblast (trofektoderma blastocysty, nabłonek trofektodermalny), z którego po implantacji utworzą się struktury pozazarodkowe, a z blastomerów wewnętrznych rozwinie się węzeł zarodkowy blastocysty, z którego następnie utworzy się ciało zarodka i większość błon płodowych. Do wyraźnego zróżnicowania zarodka na trofoblast i węzeł zarodkowy dochodzi w stadium około 32 komórek, kiedy w moruli tworzy się jamka wypełniona płynem i formuje się blastocysta. Jamka ta nie jest jednak odpowiednikiem blastocelu innych grup zwierząt. U myszy nie powstaje blastocel, więc blastocysta nie jest odpowiednikiem blastuli. Jama blastocysty powiększa się dzięki napływaniu do niej wody. Wnikanie wody do jamy jest wynikiem większego stężenia jonów sodu, potasu, wapnia, magnezu i chloru w płynie wypełniającym jamę niż w środowisku zewnętrznym. W tworzeniu blastocysty biorą też prawdopodobnie udział białka z rodziny akwaporyn, które tworzą kanały ułatwiające przepływ wody przez błony komórkowe oraz kinazy MAP: JNK i p38.
Piątego dnia rozwoju dochodzi do implantacji. Blastocysta przyczepia się do nabłonka macicy w taki sposób, że węzeł zarodkowy jest zwrócony w kierunku światła macicy.